# Dickson Nwakaeme
Dickson Nwakaeme (21 de abril de 1986) é um futebolista profissional nigeriano que atua como atacante.

## Carreira
Dickson Nwakaeme começou a carreira no KuPS.